# Charles de Batz de Castelmore d’Artagnan

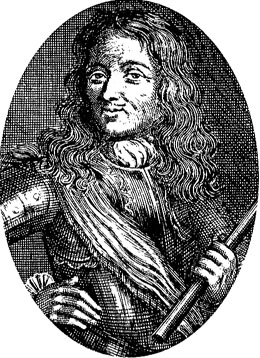
D’Artagnan portréja „Emlékiratainak” címlapján

Charles de Batz de Castelmore, Artagnan grófja, szüleinek nemesi címei alapján felvett utónevein Charles de Batz de Montesquiou, comte d’Artagnan (Castelmore kastély, Lupiac, Gascogne, 1611–1615 között – Maastricht, 1673. június 25.), francia nemesember és katona, a királyi muskétások tisztje, majd a királyi gárda kapitánya. Mazarin bíboros, majd XIV. Lajos király bizalmasa, 1661-ben az uralkodó utasítására ő tartóztatta le a kegyvesztett Nicolas Fouquet minisztert. 1667-től Lille város katonai kormányzója. 1673-ban Maastricht ostrománál esett el. A XIX. században id. Alexandre Dumas – a történeti tényeket igen lazán kezelve – őt tette meg romantikus regényének, A három testőrnek egyik főszereplőjévé. A regény, annak folytatásai és az ezekből készült játékfilm-adaptációk sikere révén d’Artagnan lovag irodalmi alakja világhírt szerzett, és halhatatlanná vált.

## Élete

### Származása, ifjúkora
Charles de Batz 1610-15 körül született a délnyugat-franciaországi Gascogne vidéken, Lupiac mellett, a Castelmore kastélyban (ma Gers megye területén található). Családja az új nemesi osztályhoz tartozott. Apja, Bertrand de Batz de Castelmore egy Bigorre környéki földbirtok uraként viselte a d’Artagnan grófi címet. IV. Henrik király testőrségének tisztje volt, királyi szolgálatban veszítette életét.
Anyja, Françoise de Montesquiou ősei a kiterjedt és befolyásos Armagnac családból eredtek. Nyolc vagy kilenc gyermekük született, köztük a legfiatalabb, Charles. Idősebb fivérei sorra meghaltak, így ő örökölte a grófi címet (comte d’Artagnan).
Charles de Batz d’Artagnan gróf kb. 25 éves korában, 1640 körül elhagyta a szülői házat. Ekkor apjának címe mellé felvette anyjának, Françoise de Montesquiou-nek nemesi utónevét is, mivel a jól csengő Montesquiou névvel jobban érvényesülhetett a királyi udvarban és a párizsi főnemesi társaságokban. Párizsba érkezve jelentkezett a Francia Királyi Gárdisták (Gardes-Françaises) katonaiskolájába, ahol korábban több bátyja is szolgált. A legidősebb Charles de Batz d’Artagnan 1633-ban lépett be Gárdához, néhány évvel később megölték, valószínűleg párbajban. A soron következő Paul de Batz d’Artagnan is a Gárdánál szolgált, 1640-ben Torino ostrománál súlyos sebesülést szenvedett, amibe később bele is halt.
A legifjabb testvér, Charles 1640-ben jelentkezett először a Gárdához, de elutasították, mert korábban semmilyen katonai szolgálatot nem teljesített. Anyja családjának jó barátja, Jean-Armand du Peyrer, Tréville – vagy Troisville – grófja (1598–1672), a Királyi Muskétások (azaz a királyi testőrszázad) kapitánya azonban latba vetette befolyását az ifjú rokon érdekében, és helyet szerzett neki Alexandre des Essarts kapitány gyalogos muskétás századában, amely Fontainebleau-ban állomásozott. Kadétként kezdte. Egységével részt vett a harmincéves háborúban, Turenne marsall (1611–1675) roussilloni és flandriai hadjárataiban.

### A király gárdistája
1644-ben beosztották a Királyi Gárdához (Gardes-Françaises). A királyi muskétás századhoz Mazarin bíboros–főminiszter (1602–1661), a fiatal király keresztapja, az özvegy Ausztriai Anna anyakirályné (1601–1666) tanácsadója ajánlotta be. A bíboros szoros barátságot ápolt a Montesquiou családdal, támogatta az ifjú Charles grófot és jóbarátját, François de Montlezunt, Besmaux urát is, aki később a párizsi Bastille katonai kormányzója lett.
1646-ban Mazarin feloszlatta a Királyi Muskétás századot, de védencét, d’Artagnant személyes futárjaként alkalmazta. Az 1648–1653 között dúló nemesi felkelés (Fronde) idején a bíboros bizalmasaként több titkos megbízatást – megfigyelést – teljesített a hadsereg parancsnokainak környezetében, ténykedése segítette a bíboros-főminisztert a felkelés leverésében.
Mazarin hamarosan bemutatta őt XIV. Lajos királynak, aki ötéves korában, 1643-ban lépett a trónra. A gyermekkirály, aki helyett régensként özvegy anyja, Ausztriai Anna és Mazarin bíboros kormányoztak, teljes bizalmába fogadta d’Artagnant. Az 1650-es évek elejétől már ő maga is adott olyan bizalmas feladatokat d’Artagnannak, ahol kívánatos volt az óvatosság és a diszkréció. Amikor Mazarin főminiszternek 1651-ben Brühlbe kellett menekülnie, ő is vele tartott. Hűsége meghozta gyümölcsét: Mazarin 1652-ben kinevezte a Francia Királyi Gárda (Gardes-Françaises) hadnagyává. 1655-ben d’Artagnan 80 000 livre-ért kapitányi rangot vásárolt magának, a jelentős összeget Mazarin bizalmas emberei – elsősorban a pályájának kezdetén álló Colbert – kölcsönözték neki.

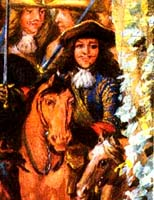
D’Artagnan portréja (részlet Adams Frans Van der Meulen művéről)
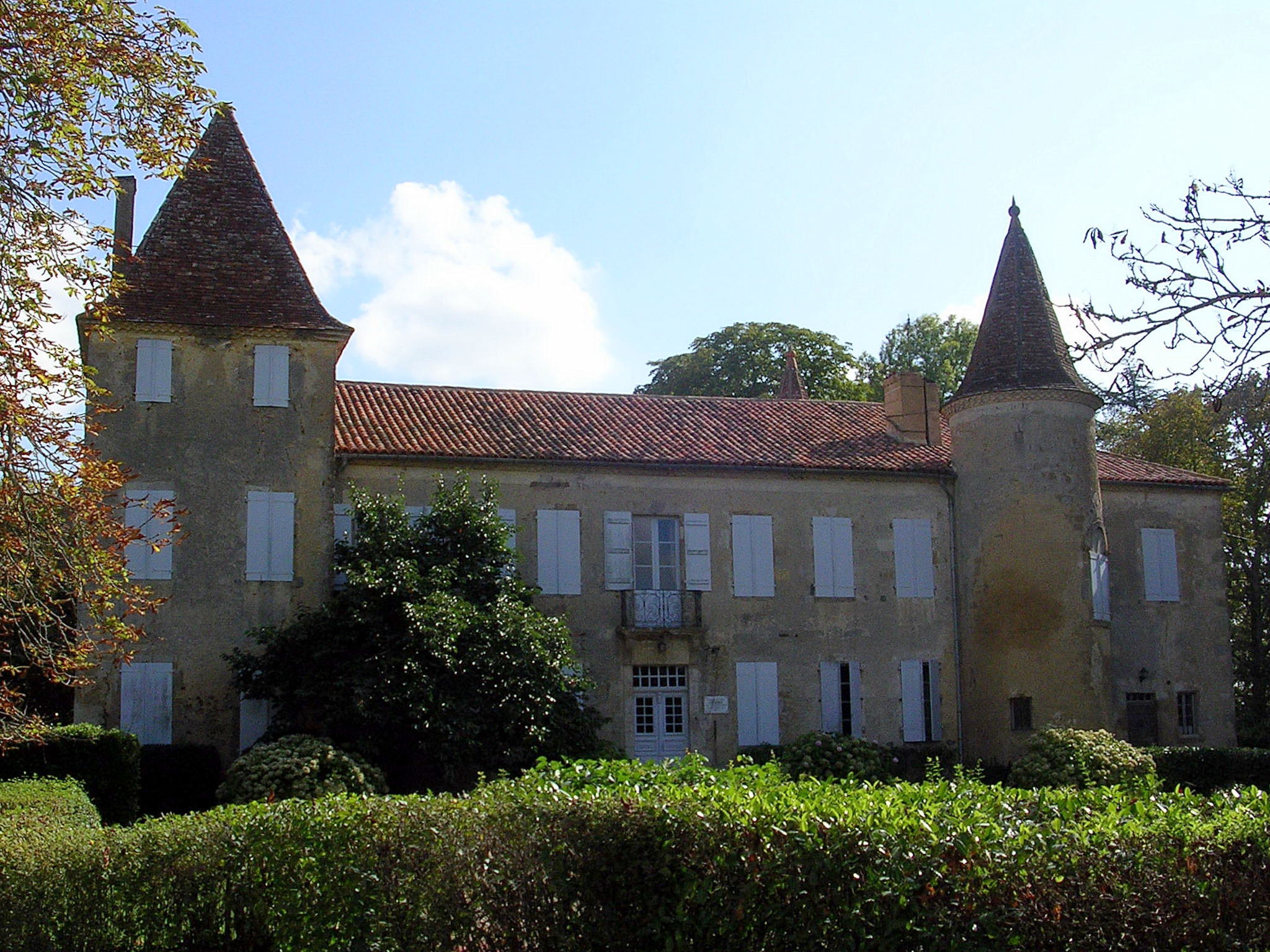
A lupiac-i Castelmore-kastély (Gascogne)
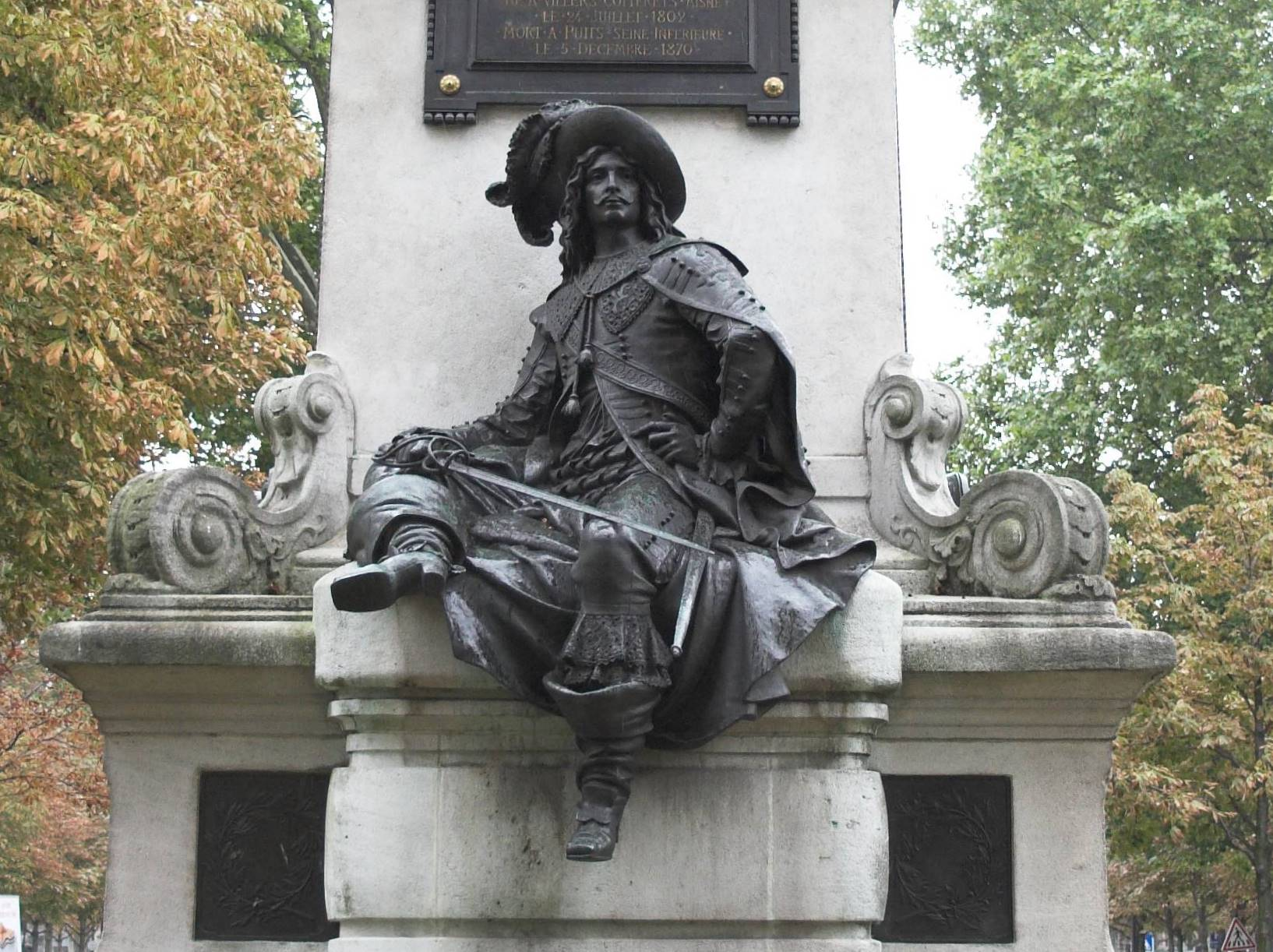
Gustave Doré: D’Artagnan szobra a párizsi Id. Alexandre Dumas emlékművén
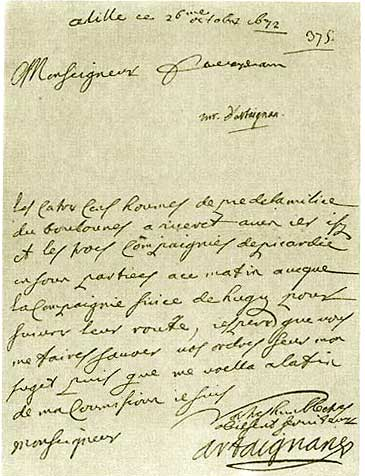
Saját kezű levele, „d’Artaignan” aláírással (1672. október 26.)

### A muskétások kapitánya
1657-ben Mazarin bíboros megreformálta és újjáalakította az első királyi muskétás századot, a „nagy muskétásokat”, akiket „szürke mustétásoknak” is neveztek (köpenyük színéről). D’Artagnant – alhadnagyi rangban – ide osztották be. A század hivatalos parancsnoka Philippe-Jules Mancini (1641–1707) volt, Mazarin egyik unokaöccse, nagy művészetpártoló, aki inkább Itáliában élt, a valóságos parancsnoki teendőket átengedte d’Artagnannak.
1659-ben d’Artagnan megnősült. Egy vagyonos özvegyasszonyt vett feleségül, Madame Charlotte-Anne de Chancelay (vagy Chanlecy, Chamlecy, Champlecy) grófnét, Sainte-Croix (Saône-et-Loire megye) nagyasszonyát. 1665-ben azonban elváltak „ágytól és asztaltól”. A házasságból két fiuk született, mindkettőjüket Louis-nak nevezték, XIV. Lajos neve után: Louis d’Artagnan gróf (1660–1709) és Louis d’Artagnan lovag (1661–1714). A második fiú később megnősült, egy fia született, Louis Gabriel de Castelmore d’Artagnan márki (1710–1783), aki utód nélkül hunyt el. A válás után az asszony visszaköltözött burgundiai birtokaira, ott is hunyt el 1683-ban.
1660-ban XIV. Lajos feleségül vette Mária Terézia spanyol infánsnőt (1638–1683), IV. Fülöp király legidősebb leányát. A királyi esküvőt 1660. június 9-én tartották meg az aquitániai Saint-Jean-de-Luz városban (baszk neve Donibane Lohitzun). A francia Baszkföldön tett utazás alkalmával Lajos végiglátogatta országának déli tartományait. Az utazás egy éven át tartott, mindvégig d’Artagnan testőrszázadának kíséretében. A hat fehér lóval vontatott királyi hintót és az előtte vonuló büszke lovas testőrséget mindenütt lelkesen ünneplő lakosság fogadta. 1660. április 26-án, amikor a király és kísérete Armagnac tartományban, Vic-Fezensac környékén időzött, d’Artagnan eltávozást kapott, hogy ellovagoljon szülőhelyére, Castelmore-ba, találkozhasson rokonaival, és meglátogassa szülei sírját a birtok kápolnájában.

### A Napkirály porkolábja
Mazarin halála (1661) után XIV. Lajos nyomban saját kezébe vette az uralkodást. 1661. szeptember 5-én Nantes-ban, a Királyi Tanács ülését követően a király titkos utasítására d’Artagnan kapitány letartóztatta Nicolas Fouquet pénzügyminisztert (1615–1680), akit sikkasztással és hűtlen kezeléssel vádoltak meg. A vizsgálat több éven át folyt, ezalatt mindvégig d’Artagnan kísérte a magas rangú foglyot rabságának változatos helyszíneire. Három hónapon át a Loire-menti Angers várában, majd Párizs mellett, a vincennes-i erőd öregtornyában éltek. A következő év június 20-án a párizsi Bastille-ba költöztette a király foglyát, akit végül a piemonti Pignerol várába zárattak, életfogytiglani fogságra ítélve. A vizsgálat évei alatt d’Artagnan személyes felügyelete alatt tartotta Fouquet-t. Ő maga döntötte el, ki látogathatja, életének minden részletét szigorúan megszervezte. A fogság évei alatt d’Artagnan bajtársa, Bénigne Dauvergne de Saint-Mars ügyelt a fogolyra. Szigorú előírásai ellenére a gondoskodó börtönőr barátinak nevezhető viszonyba került foglyával. Madame de Sévigné írónő (1626–1696) később megírta, d’Artagnan mekkora figyelmet fordított arra, hogy foglyának életét megkönnyítse.
1667-ben hadnagyi rangban kinevezték a muskétás század kapitányává, azaz parancsnokává (capitaine-lieutenant). E rangban vett részt a Spanyol Németalföld megszerzésére irányuló devolúciós háborúban (1667–1668).
1671 decemberében d’Artagnan kapitány a Fouquet-hez hasonló módon, a király utasítására őrizetbe vette Antonin Nompar de Caumont-t, Lauzun hercegét (1633–1723), aki a király tilalma ellenére titokban feleségül vette Anne Marie Louise d’Orléans királyi hercegnőt, Montpensier kisasszonyát (1627–1693), a király unokanővérét. Lauzun hercege emiatt 10 évet töltött Pignerol várában, ahol Nicolas Fouquet is raboskodott haláláig. (Más források szerint Lauzun hercege Montespan márkiné intrikálása révén került börtönbe, mert bűncselekménnyel gyanúsította a király kegyencnőjét. 1681-ben, amikor Montespan márkiné kegyvesztett lett, Lauzun hercege kiszabadult, ezt azonban d’Artagnan kapitány már nem érte meg).

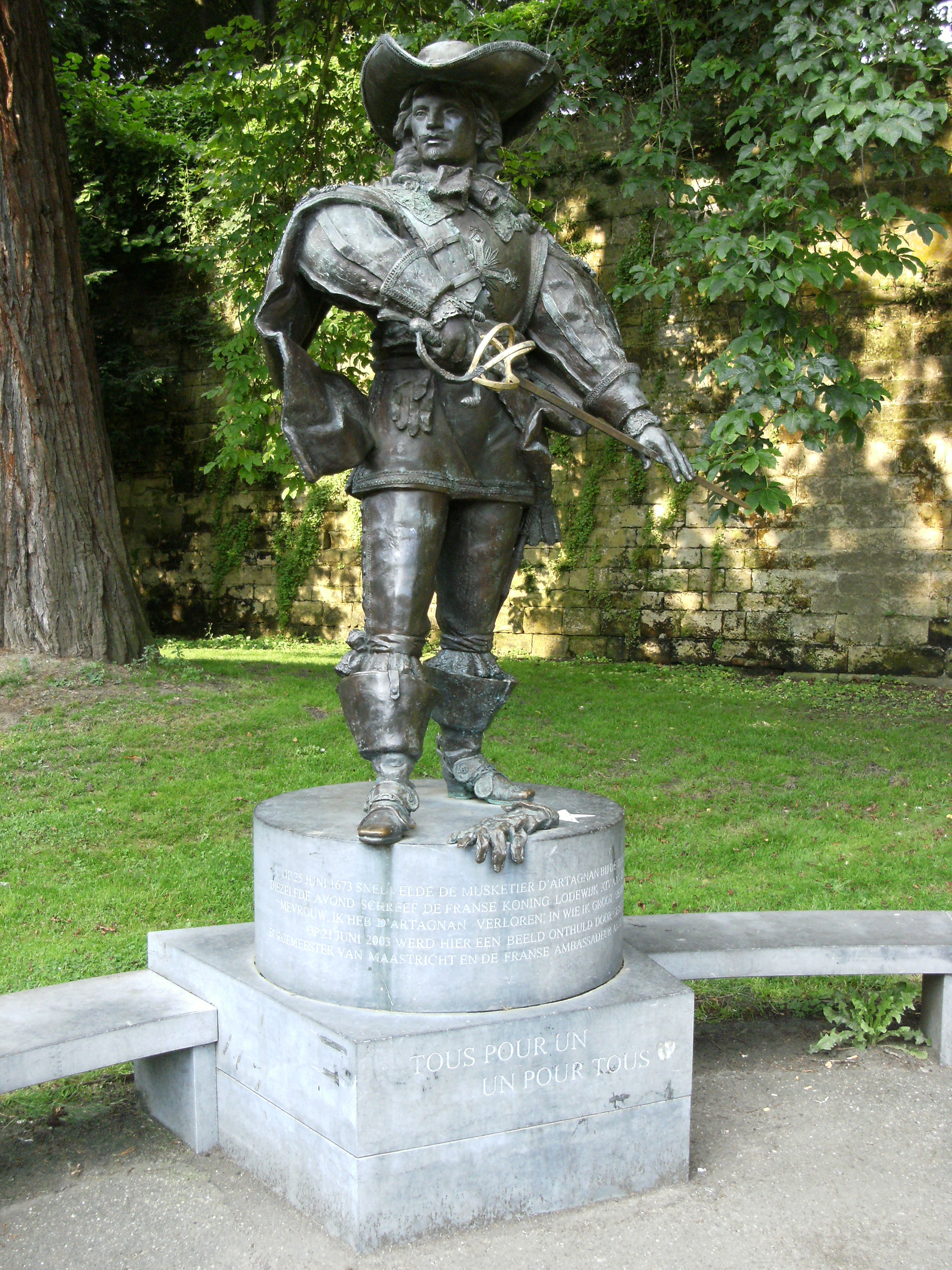
D’Artagnan szobra a maastrichti várfal mellett

### Halála
1667-ben a király d’Artagnan-t nevezte ki a néhány évvel korábban elfoglalt Lille városának katonai kormányzójává, a hadba vonult Louis de Crevant d’Humiéres marsall (1628–1694) helyére. D’Artagnan gróf nem volt népszerű kormányzó. Ő maga sem kedvelte tisztségét. Konfliktusba keveredett az erődítmények kiépítését végző hadmérnök, Vauban marsallal is. Visszavágyott a csatamezőre. 1672-ben, amikor d’Humiéres marsall visszatért állomáshelyére, d’Artagnan grófnak ismét alkalma nyílt a hadba vonulásra: XIV. Lajos hadat üzent az Egyesült Holland Tartományoknak, kitört a francia–holland háború (1672–1678).
Maastricht ostroma során, 1673. június 24-én d’Artagnan muskétás százada éjszakai rajtaütéssel elfoglalt egy előretolt bástyát (ún. „lunette”-et) a Tongerse-kapu mellett. 25-én hajnalban azonban a hollandok visszafoglalták a bástyát. Monmouth hercegének kívánságára d’Artagnan sikeres ellentámadásra vezette muskétásait. A bástyát ismét elfoglalták, de az akció során d’Artagnan kapitányt egy muskétából leadott lövés eltalálta (egyes tanúk szerint a torkán, mások szerint a homlokán). Halálos sebet kapott, még aznap meghalt. Bajtársai mellett maga a király is meggyászolta hű emberét. A maastrichti erőd június 30-án kapitulált a francia csapatok előtt. D’Artagnan kapitány sírjának helyét nem ismerjük.

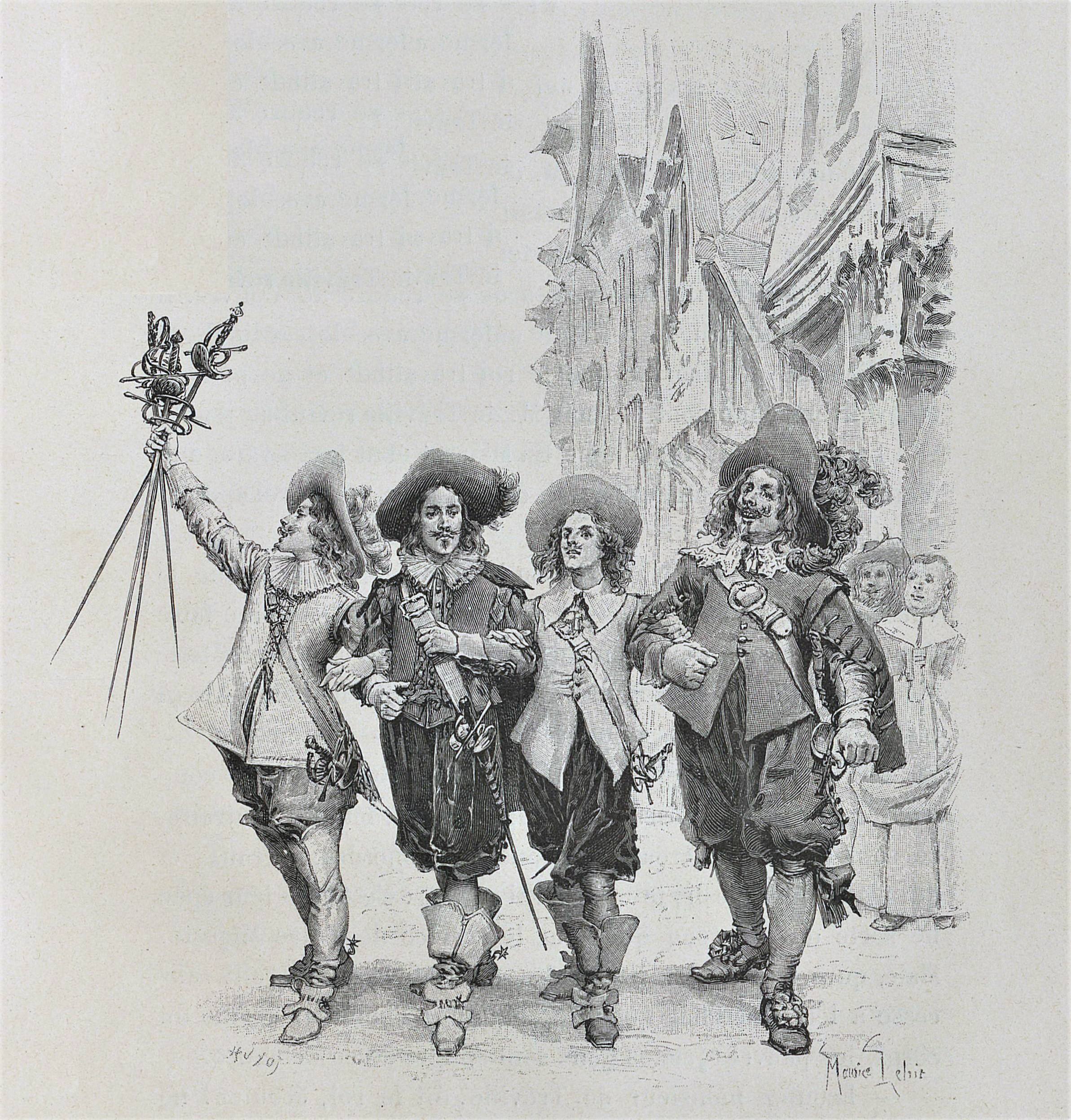
Illusztráció A három testőrhöz

## D’Artagnan, a regényhős
A valódi d’Artagnan életének részleteiről viszonylag keveset tudunk. A róla készült portrék hitelessége kétes. Csaknem három évtizeddel halála után, 1700-ban egy volt muskétás, Gatien de Courtilz de Sandras (1644–1712) kiadta „D’Artagnan úr emlékiratait” („Les mémoires de M. d’Artagnan”). Ez csak egy regényes életrajz volt, amelyben valós események keveredtek ellenőrizhetetlen, költött elemekkel. Az „Emlékiratok” szerzője – d’Artagnan kortársa – személyesen nem is találkozott a híres kapitánnyal, csak akkor tudott meg róla adatokat, amikor ő maga 1702-ben királyi utasításra 9 évig tartó börtönbüntetését töltötte a Bastille börtönében, amelynek akkori kormányzója Besmaux gróf, d’Artagnan egykori barátja és harcostársa volt. A börtönkormányzó által elmondottakon túl Gatien de Courtilz számos korabeli újsághírt, háborús jelentések részleteit és a muskétásoktól hallott szóbeszédeket is beleillesztette művébe. (Gatien de Courtilz több hasonló regényes életrajzot is alkotott, így pl. 1688-ban megírta és kiadta Rochefort gróf emlékiratait is).
Id. Alexandre Dumas már ezeken az „Emlékiratokon” keresztül ismerte meg későbbi regényhősének életét. 1843 júniusában, amikor Marseille-ben meglátogatta egyik barátját, Joseph Méryt, annak gazdag könyvtárában kutatva rátalált erre a régi könyvre. „Kikölcsönözte” és sohasem adta vissza. Az „Emlékiratok” felgyújtották az író fantáziáját, és d’Artagnan grófot megtette egy romantikus kalandregény hősévé. A regény sikere nyomán azt később trilógiává bővítette:
1. A három testőr (Les Trois Mousquetaires), 1844
2. Húsz év múlva (Vingt Ans après), 1845
3. Bragelonne vikomt (Le Vicomte de Bragelonne), 1847. ill. egy részlete A vasálarcos férfi (L’Homme au masque de fer), címen is: 1848

Dumas igen lazán kezelte a történelmi hűséget. A három testőr történetét 15 évvel korábbra helyezte, így a regénybeli d’Artagnan részt vehetett La Rochelle 1627–28-as ostromában. (A valódi Charles de Batz, Artagnan grófja akkor még kisgyermek volt). A regényben Richelieu bíborost XIII. Lajos ellenlábasaként állítja be, kitalálta a gonosz Milady de Winter személyét, és romantikus viszonyt álmodott meg Ausztriai Anna francia királyné (1601–1666) és Buckingham hercege között. A Húsz év múlva c. regény szerint d’Artagnan részt vesz a XIV. Lajos ellen kirobbant nemesi felkelés, a Fronde (1648–1653) elleni harcokban. Barátaival megpróbálja megmenteni az angol forradalmárok által halálra ítélt I. Károly angol király életét (1649). Bragelonne vikomt történetének elején a fiatal XIV. Lajos uralkodói képességeiben kételkedő d’Artagnan lemond gárdakapitányi megbízatásáról, döntő szerepet visz II. Károly Anglia trónjára való visszahelyezésében, majd visszatér XIV. Lajos szolgálatába, visszakapja tisztségeit, és megnyugodva tapasztalja, hogy a király időközben nagy uralkodóvá vált. A trilógia e harmadik kötete romantikus környezetbe helyezi Fouquet miniszter letartóztatását (1661). D’Artagnan gárdakapitány szerepet kap a vasálarcos férfi ügyében is. A trilógia végén d’Artagnan – már Franciaország marsalljának rangját viselve – elesik a harcmezőn, ellenséges tüzérségi lövedéktől találva. Ezt a részletet az író egy „másik” valóságos d’Artagnan karrierjéből vette át, és vetítette rá regényhősére: A valóságban Charles de Batz de Montesquiou d’Artagnan kapitány sohasem érte el a marsalli rendfokozatot, viszont egyik ifjabb unokafivére, Pierre de Montesquiou d’Artagnan tábornok (1640–1725) 1709-ben, a malplaquet-i csata után valóban megkapta ezt a magas katonai rangot XIV. Lajostól.
A Dumas által megálmodott d’Artagnan testőrkapitány a romantikus kalandfilmek egyik legnépszerűbb alakjává vált. Személye megjelenik Edmond Rostand: Cyrano de Bergerac című színművében is.

## A valódi és a fiktív d’Artagnan személyéhez kötődő helyszínek
- A Castelmore-kastély, a gascogne-i Lupiac-ban (Gers megye), d’Artagnan születésének és gyermekéveinek színhelye.
- Artagnan falu (Hautes-Pyrénées megye), a Bigorre-vidéken, a Montesquiou család birtoka, ahonnan d’Artagnan apai nemesi családnevét vette.
- A D’Artagnan Múzeum (Le Musée d’Artagnan), Lupiac-ban.
- A párizsi „La table d’Artagnan” étterem (rue du Pot de Fer, Paris V. kerület) .

D’Artagnan kapitányt ábrázoló köztéri szobrok:
- Párizs, Catroux tábornok tér (place du Général Catroux)
- Auch, Gascogne történelmi fővárosa
- Maastricht, Waldeck Park (d’Artagnan halálának színhelyén)
- Cincinnati, a Xavier Egyetem területén (az Egyetem kosárlabdacsapatának neve Xavier Muskétásai, Xavier Musketeers)

## Játékfilm és televízió
D’Artagnan szerepét alakító filmszínészek:
- Aimé Simon-Girard (Les Trois Mousquetaires, 1921 és 1933)
- Max Linder (The Three Must-Get-There, 1922)
- Gene Kelly (The Three Musketeers, 1948)
- Cornel Wilde (At sword’s point, 1952) + Az ötödik muskétás (1979)
- Georges Marchal (Les Trois Musquetaires, 1953)
- Gérard Philipe (Ha Versailles mesélni tudna – Si Versailles m'était conté… 1954, rendezte Sacha Guitry)
- Jean-Paul Belmondo (Les Trois Mousquetaires, 1959)
- Maximilian Schell (The Three Musketeers, TV Film, 1960)
- Gérard Barray (A három testőr: A királyné nyaklánca – Les ferrets de la Reine, 1961)
- Gérard Barray (A három testőr: A Milady bosszúja – La Vengeance de Milady, 1961)
- Jean Marais (A vasálarcos – Le Masque de fer, 1962)
- Michel Le Royer (D’Artagnan, chevalier du roi, 1966)
- Dominique Paturel (D’Artagnan, tv-sorozat, 1969–70)
- Michael York (A három testőr, avagy a királyné gyémántjai – The Three Musketeers – The Queen’s Diamonds, 1973)
- Michael York (A négy testőr, avagy a Milady bosszúja – The Four Musketeers – The Revenge of Milady, 1974)
- Jean Valmont (A négy muskétás, avagy a lepel lehull – Les Quatre Charlots mousquetaires, 1974)
- Jean Valmont (A négy muskétás, avagy majd mi megmutatjuk, bíboros úr! – Les Charlots en folie – À Nous Quatre, Cardinal!, 1974)
- Louis Jourdan (A vasálarcos férfi, 1977)
- Mihail Bojarszkij: (D’Artagnan és a három testőr – Д’Артаньян и три мушкетёра, 1978)
- Michael York (A testőrök visszatérnek – The Return of the Musketeers – Le retour des mousquetaires, 1989)
- Chris O’Donnell (The Three Mousqueteers, 1993)
- Philippe Noiret (D’Artagnan lánya – La Fille de d’Artagnan, 1994)
- Gabriel Byrne (A vasálarcos – The Man in the Iron Mask, 1998)
- Justin Chambers (A muskétás – The musketeers, 2001)
- Hugh Dancy (D'Artagnan és a három testőr – Young Blades, 2001)
- Michael York (Muskétás kisasszony – La Femme Musketeers, 2004)
- Logan Lerman (A három testőr – The Three Musketeers, 2011)
- Luke Pasqualino (A muskétások – The Musketeers, 2014)